# 莫尔多瓦·久尔吉

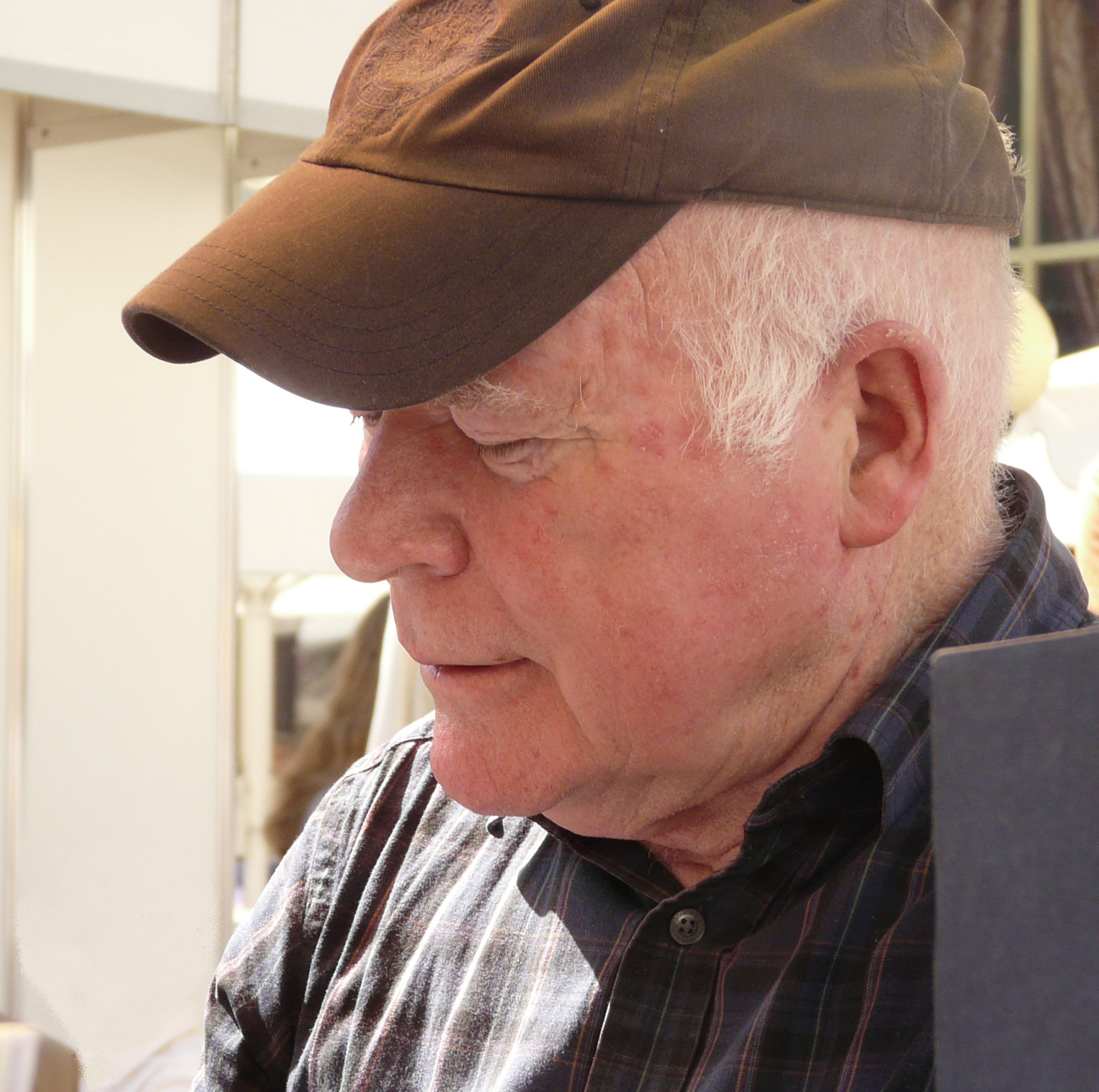
莫尔多瓦·久尔吉

莫尔多瓦·久尔吉（Moldova György，1934–）是一位匈牙利讽刺幽默作家，广受读者欢迎。他的代表作《会说话的猪》在匈牙利几乎无人不晓。
他于1950年代初期考入布达佩斯戏剧-电影学院，但没有毕业。有一段时间，他在铁路及矿山以干体力活儿为生，之后当过记者。他真正开始写作是在1960年代。所以他广泛地接触了生活，熟悉各个阶层的人。他写作题材广泛，包括工业、农业、体育、机关生活⋯⋯此外，他还写了相当数量的戏剧与电影剧本。

## 作品
- 《孤独的殿堂》（长篇小说）
- 《船夫之歌》（长篇小说）
- 《异国冠军》（短篇小说）
- 《煤气灯下》（短篇小说）
- 《向科姆洛致敬》（文学社会调查）

## 奖项
- 尤诺夫·阿蒂拉文学奖(1973,1978)
- 科苏特奖（Kossuth-díj）(1983)